# Creswell (Staffordshire)
Creswell – wieś w Anglii, w hrabstwie Staffordshire. Leży 4 km na północny zachód od miasta Stafford i 202 km na północny zachód od Londynu.